# نیکیتا کریلوف
نیکیتا آندریویچ کریلوف (انگلیسی: Nikita Krylov؛ زادهٔ ۷ مارس ۱۹۹۲) ورزشکار هنرهای رزمی ترکیبی و کاراته‌کا اهل اوکراین است. وی از سال ۲۰۱۲ میلادی تاکنون مشغول فعالیت بوده‌است، و برای M-1 Global نیز رقابت کرده است. او در حال حاضر در بخش نیمه‌سنگین وزن مسابقات قهرمانی مبارزه نهایی (یو اف سی) رقابت می‌کند. و تا ۱۵ آوریل ۲۰۲۵، او در رتبه دهم رده‌بندی نیمه‌سنگین وزن یو اف سی قرار دارد.